# Moon (film)
Moon är en brittisk långfilm från 2009 i regi av Duncan Jones, med Sam Rockwell, Kevin Spacey, Dominique McElligott och Rosie Shaw i rollerna.

## Handling
Sam, har i tre år arbetat ensam på en rymdkoloni på månens baksida där man utvinner Helium-3. När de tre åren närmar sig slutet får han veta kolonins hemlighet.

## Rollista
| Sam Rockwell         | – Sam Bell       |
| Kevin Spacey         | – GERTY          |
| Dominique McElligott | – Tess Bell      |
| Rosie Shaw           | – Little Eve     |
| Adrienne Shaw        | – Nanny          |
| Kaya Scodelario      | – Eve            |
| Benedict Wong        | – Thompson       |
| Matt Berry           | – Overmeyers     |
| Malcolm Stewart      | – Technician     |
| Robin Chalk          | – Sam Bell Clone |